# Євгенійс Нєругалс
Євгенійс Нєругалс (латис. Jevgēņijs Ņerugals, нар. 26 лютого 1989, Даугавпілс) — латвійський футболіст, воротар клубу РФШ та національної збірної Латвії.
Виступав також за клуби «Даугава» (Даугавпілс) та «Спартакс» (Юрмала).
Чотириразовий чемпіон Латвії. Триразовий володар Кубка Латвії.

## Клубна кар'єра
У дорослому футболі дебютував 2010 року виступами за команду «Даугава» (Даугавпілс), у якій провів один сезон, взявши участь у 13 матчах чемпіонату. 
Протягом 2012 року захищав кольори клубу «Ілуксте».
Своєю грою за останню команду знову привернув увагу представників тренерського штабу клубу «Даугава» (Даугавпілс), до складу якого повернувся 2012 року. Цього разу відіграв за клуб з Даугавпілса наступні три сезони своєї ігрової кар'єри.
Протягом 2015—2016 років захищав кольори клубу «Даугавпілс».
У 2017 році уклав контракт з клубом «Спартакс» (Юрмала), у складі якого провів наступні чотири роки своєї кар'єри гравця. 
До складу клубу РФШ приєднався 2021 року. Станом на 30 січня 2024 року відіграв за ризький клуб 46 матчів у національному чемпіонаті.

## Виступи за збірну
У 2018 році дебютував в офіційних матчах у складі національної збірної Латвії.
| Дата     | Місто | Господарі | Результат | Гості       | Турнір           | Голи | Примітки |
| -------- | ----- | --------- | --------- | ----------- | ---------------- | ---- | -------- |
| 9-6-2018 | Рига  | Латвія    | 1 – 3     | Азербайджан | товариський матч | -3   |          |
| Усього   |       | Матчів    | 1         |             | Голів            | -3   |          |

## Титули і досягнення
- Чемпіон Латвії (4):

ЛУ/«Даугава»: 2012
«Спартакс» (Юрмала): 2017
РФШ: 2021, 2024
- Володар Кубка Латвії (3):

ЛУ/«Даугава»: 2008
РФШ: 2021, 2024
- Володар Суперкубка Латвії (1):

«Даугава»: 2013